# Dario Bottaro
Dario Bottaro (Cartura, 5 november 1966) was Italiaans profwielrenner van 1990 tot en met 1997. Hij reed voor onder meer Mercatone Uno en Gewiss. Met die laatste ploeg won hij in 1995 de ploegentijdrit in de Ronde van Frankrijk.

## Belangrijkste overwinningen
1987
Giro del Medio Brenta
1989
Gran Premio Industria e Commercio di San Vendemiano
GP Ezio del Rosso
1992
7e etappe GP Tell
1994
3e etappe deel B Ronde van Nederland
1995
3e etappe Ronde van Frankrijk (ploegentijdrit): met Jevgeni Berzin, Guido Bontempi, Bruno Cenghialta, Gabriele Colombo, Francesco Frattini, Ivan Gotti, Bjarne Riis en Alberto Volpi

## Resultaten in voornaamste wedstrijden
| Jaar | Ronde van Italië | Ronde van Frankrijk | Ronde van Spanje |
| ---- | ---------------- | ------------------- | ---------------- |
| 1990 | opgave           |                     |                  |
| 1991 | 119e             |                     |                  |
| 1992 |                  |                     | 126e             |
| 1993 | 75e              |                     |                  |
| 1994 |                  | 107e                |                  |
| 1995 |                  | 79e (1)             |                  |
| 1996 |                  | 117e                | opgave           |
| 1997 | 99e              |                     |                  |

| Jaar | Milaan-San Remo | Gent-Wevelgem | Ronde van Vlaanderen | Parijs-Roubaix | Clásica San Sebastián | Parijs-Tours |
| ---- | --------------- | ------------- | -------------------- | -------------- | --------------------- | ------------ |
| 1990 | 110e            |               |                      |                |                       |              |
| 1991 | 81e             |               |                      |                |                       |              |
| 1992 | 204e            |               | 107e                 |                |                       | 27e          |
| 1993 | 161e            |               | ↑                    |                | 68e                   |              |
| 1994 |                 | 26e           | 34e                  | 12e            |                       | 89e          |
| 1995 |                 |               |                      |                |                       |              |
| 1996 | 145e            |               | 73e                  |                | 173e                  |              |
| 1997 | 92e             |               |                      |                |                       |              |

## Ploegen
- 1990 –  GIS Gelati-Benotto
- 1991 –  GIS Gelati-Ballan
- 1992 –  Mercatone Uno-Zucchini
- 1993 –  Mecair-Ballan
- 1994 –  Gewiss-Ballan
- 1995 –  Gewiss-Ballan
- 1996 –  Gewiss-Ballan
- 1997 –  Mercatone Uno